# Wake Up (canción de Arcade Fire)
«Wake Up» (en español: «Despertar») es una canción de la banda de indie rock canadiense Arcade Fire, Fue el quinto y último sencillo del álbum debut de la banda, Funeral. El sencillo fue lanzado como un "7 de vinilo el 14 de noviembre de 2005.

## Miscelánea
"Wake Up" se usa en los ámbitos de la cultura:
- Una nueva versión de la canción fue grabada para y aparece en el tráiler de la película de 2009 Donde viven los monstruos.[1]
- Se oye como fondo musical en la secuencia de la decisión de vida en la forma del viaje a Islandia del protagonista en la película La increíble vida de Walter Mitty.
- Arcade Fire licenciado "Wake Up" para escuchar en los comerciales durante el Super Bowl XLIV. Todas las ganancias de transmitir la canción fueron donados a Partners in Health para los esfuerzos de socorro relacionadas con el Terremoto de Haití de 2010.[2]
- Fue la última canción emitida por la radioemisora Radio Horizonte de Santiago de Chile, el 18 de marzo de 2013, a las 23:54 h de ese día, antes de su salida del dial FM.

## Lista de canción
1. «Wake Up» - 5:33